# Mark Jelks

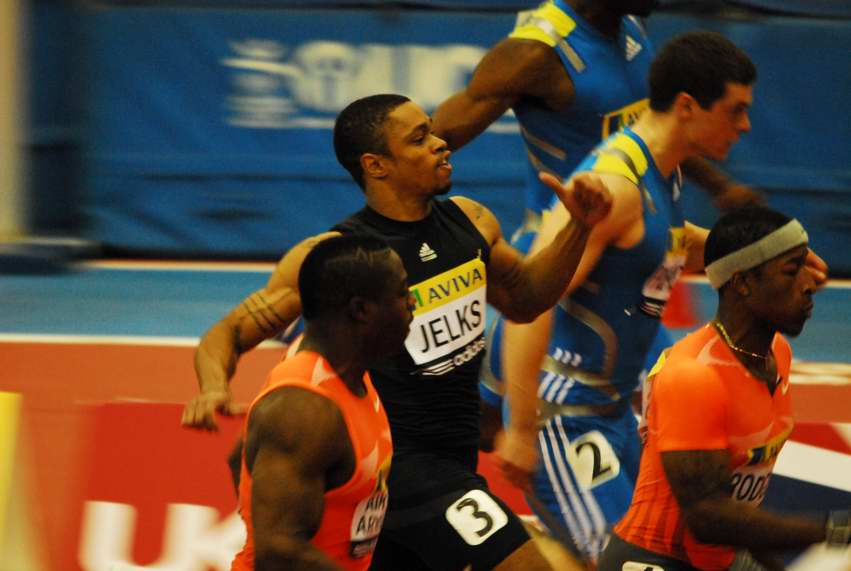
Mark Jelks, 2010

Mark Jelks (* 10. April 1984 in Gary, Indiana) ist ein nigerianischer Sprinter US-amerikanischer Herkunft.
Bei den Leichtathletik-Weltmeisterschaften 2007 in Ōsaka schied er über 100 m verletzt im Vorlauf aus.
2009 wurde er über 60 m US-Hallenmeister und über 200 m Siebter beim Leichtathletik-Weltfinale.
2010 wurde er wegen eines Verstoßes gegen die Dopingbestimmungen für zwei Jahre gesperrt. Er war bei einem Dopingtest nicht erschienen und hatte außerdem innerhalb von anderthalb Jahren zweimal die United States Anti-Doping Agency nicht über seinen Aufenthaltsort informiert.
Seit 2014 startet er für Nigeria. Im selben Jahr wurde er bei den Commonwealth Games in Glasgow Fünfter über 100 m und Sechster in der 4-mal-100-Meter-Staffel. Bei den Leichtathletik-Afrikameisterschaften in Marrakesch gewann er Silber über 100 m und Gold mit der nigerianischen 4-mal-100-Meter-Stafette, und beim Leichtathletik-Continentalcup in Marrakesch wurde er Vierter über 100 m und Dritter mit der afrikanischen 4-mal-100-Meter-Stafette.

## Persönliche Bestzeiten
- 60 m (Halle): 6,51 s, 1. März 2009, Boston
- 100 m: 9,99 s, 28. Juni 2008, Eugene
- 200 m: 20,28 s, 13. Juli 2009, Athen
- 200 m (Halle): 21,06 s, 16. Januar 2010, College Station